# 拉蒂勒
拉蒂勒（法語：Lathuile，法語發音：[latɥil]）是法国上萨瓦省的一个市镇，位于该省中西部偏南，阿讷西湖西南侧，属于阿讷西区。

## 地理
拉蒂勒（45°46'57"N, 6°12'10"E）面积8.76 平方千米，位于法国奥弗涅-罗讷-阿尔卑斯大区上萨瓦省，该省份为法国东部省份，历史上为薩伏依的一部分，北与瑞士接壤，西接安省，南至萨瓦省，东与瑞士和意大利接壤。
与拉蒂勒接壤的市镇（或旧市镇、城区）包括：杜安、杜萨尔、昂特勒韦尔讷。

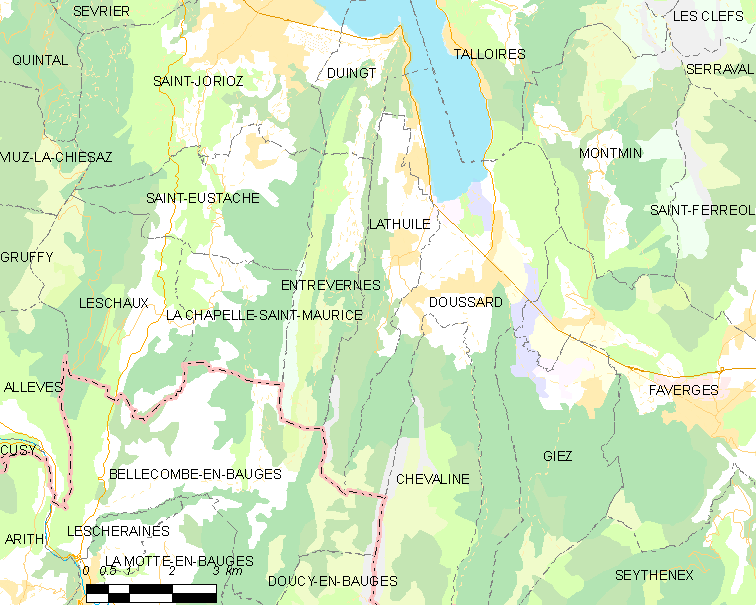
拉蒂勒的OSM定位图

拉蒂勒的时区为UTC+01:00、UTC+02:00（夏令时）。

## 行政
拉蒂勒的邮政编码为74210，INSEE市镇编码为74147。

## 政治
拉蒂勒所属的省级选区为法韦日-塞特内县。

## 人口

1962-2008年间拉蒂勒人口变化图示

拉蒂勒于2022年1月1日时的人口数量为1076人。